# NGC 6274
NGC 6274 est une vaste et lointaine galaxie spirale située dans la constellation d'Hercule. Sa vitesse par rapport au fond diffus cosmologique est de 11 815 ± 32 km/s, ce qui correspond à une distance de Hubble de 174,3 ± 12,2 Mpc (∼568 millions d'al). NGC 6274 a été découverte par l'astronome allemand Albert Marth en 1864.
NGC 6274 forme une paire de galaxies avec PGC 59381. L'image réalisée à l'aide des données du relevé SDSS montre une certaine déformation de la galaxie la plus au sud. D'autre part, la distance de Hubble de PGC 59381 est presque la même que celle de NGC 6274, soit 174,56 ± 12,22 Mpc (∼569 millions d'al). Ces deux galaxies pourraient donc constituer une paire de galaxies en interaction gravitationnelle.
Note : Wolfgang Steinicke» a inversé les désignations PGC 59381 et PGC 59383,.